# Calodexia callani
Calodexia callani là một loài ruồi trong họ Tachinidae.